# Tuckerman Hall
Tuckerman Hall es una sala de conciertos en Worcester, Massachusetts. Fue construido el 1902, por la arquitecta Josephine Wright Chapman, en estilo neoclásico y restaurado el 1999. Es la sede de la Orquesta Sinfónica de Massachusetts, aunque actualmente tiene otros usos como sala de bodas, recepciones y otros acontecimientos.

## Historia
El edificio fue construido para el uso del Worcester Woman's Club en 1902. Se llama así por Elizabeth Tuckerman, la abuela de Stephen Salisbury III, para que fuera utilizado libremente por el Museo de Arte de Worcester.
El 3 de marzo de 1980, Tuckerman Hall se registró al Registro Nacional de Lugares Históricos.
El 4 de octubre de 2000, Tuckerman Hall fue declarado Proyecte Oficial de Save America's Treasures.